# لهجات لبنان
يحكى في لبنان العربية بلهجة خاصة بأبنائه. ونشأت حضارته من اختلاط ثقافات لأقليات كثيرة، تأثرت لغته المحكية بمفردات وقواعد لغات كثيرة منها اندثر مثل الآرامية ومنها ما زال مثل الفرنسية والإنجليزية. إلا أن العربية مازالت طاغية عند أكثر اللبنانيين.

## اللغة في لبنان
تنص المادة 11 من الدستور اللبناني أن اللغة العربية هي اللغة الوطنية الرسمية. ويحدد القانون بأن اللغة الفرنسية يمكن أن تستخدم في بعض الحالات. وغالبية الشعب اللبناني يتحدث بالعربية والفرنسية والإنكليزية. وعلاوة على ذلك فإن اللبنانيين من الأصل الأرمني يتحدثون الأرمنية.

## مؤثرات اللهجة اللبنانية
إن لغة لبنان قبل الفتح العربي كانت اللغة الآرامية السريانية. ومع الفتح العربي، انتشرت اللغة العربية القريبة من الآرامية مع الاحتفاظ بالعديد من المفردات الآرامية وبعض القواعد اللغوية. ويظهر تأثير الآرامية في العديد من قواعد اللغة المحكية الحالية. فمثلا، يقلب لفظ «الذال» إلى «الزاي» (الكذاب تصبح الكزاب)، و«الثاء» تصبح «تاء» (ثعلب تصبح تعلب). كما تأثرت الضمائر بالآرامية، فضمير الجمع المؤنث (هن) يصبح «ن» (كتابهن تصبح كتابن). اما الأفعال، فيكسر حرف المضارعة (يَركض تصبح يِركض) وفي حرف الناقصة في صيغة الماضي (حَكى تصبح حِكي).
وفي التركيب، فيستعمل اللبناني الكلمات المحكية العربية لكن بقواعد ألأراميه الفصحى، فمثلا، يحذف «ان» من الجمل (أحب أن أشتغل تصبح بحب اشتغل وتكلمت مع أخيك تصبح كَلمتو لخيك).
وكذلك اقتباس بعض لهجات الفرس والعبرانيين والسريان وغيرهم من الأمم التي امتزجوا بها. فمثلاً، فإن سكان شمال لبنان لا يزالون يضمون ما قبل وسط كل كلمة وآخرها (كيف حالك تصبح كيفْ حْلك)، ويسكنون أول الكلمات، ويحذفون الهمزة من فعل الأمر ويسكنون ما بعدها (أْضرب تصبح ضْرب) ونقل حركة الحرف إلى ما قبله (نحمله تصبح نحْمِلو).

## اللهجة اللبنانية
معظم اللبنانيين يتحدثون العربية بلهجة لبنانية هي مزيج من العربية المطعمة بكلمات آرامية ولاتينية.
كما أن اللهجة اللبنانية تختلف من منطقة لأخرى. وبمجملها، فان اللهجة اللبنانية هي أقرب إلي اللهجات الشامية المستعملة في سوريا وفلسطين والأردن. أما اللبنانيون في الشمال الشرقي فلهجتهم أقرب إلى لهجات العربية الأصلية المستعملة في شمال سوريا.

### اللهجات المتداولة
- البسطاوية: هي لهجة ممدودة التي تكسر جميع الفتحات (انا، تصبح أني، باب تصبح بيب)، ويحولون القاف إلى همزة مفخمة (قال تصبح أل). يستخدمها أهالي بيروت القديمة.
- الجبلية: البسيطة والحاذقة التي تكسر وتفتح على كيفها (انا لا اريد تصبح إينا أبدَّيش) وتلفظ القاف كقاف مفخمة. يتكلمها أهالي جبال لبنان خاصة بالقسم الجنوبي منه مثل مناطق عاليه والشوف.

### «لغة لبنانية»
ويعتبر البعض إن البديل الغير رسمي المستخدم للعربية في لبنان هو اللهجة المحكية والتي تعرف باسم اللبنانية هي جزء من مجموعة من اللهجات المتأثرة بالعربية، وتختلف بطريقة ما عن المعايير الأدبية للغة العربية[بحاجة لمصدر] الحديثة وذلك بسبب التركيبة التاريخية حيث إنها تشمل اللغة العربية، السريانية، الأذرية، الأوزبكية، والفارسية. وفي السنوات الأخيرة بدأ يتزايد بين الشعب اللبناني وبالأخص الأفضل تعليماً التحدث بمزيج من العربية والفرنسية بحيث تتكون ألجمله الواحدة تتضمن كلمات أو عبارات من اللغات المختلفة[بحاجة لمصدر].
في عام 1960 قدم عالم اللغويات اللبناني الشاعر سعيد عقل اقتراح لتبني للغة لبنانية مكونه من 37 حرف مبني على الحروف اللاتينية. وقد رفضت الجامعة العربية الفكرة وضغطت على الحكومة اللبنانية لرفض مثل هذا المشروع. الجدير بالذكر أن اللهجة اللبنانية تعتبر اللهجة الاستمرارية. وقد إتفق فريق من اللغويين من جامعة كاليفورنيا في لوس أنجلوس ومن جامعة موسكو الحكومية ومن جامعة القاهرة على أن 45 % من قواعد اللبنانية هي من أصول آرامية أو سريانية. وتمتلك اللهجة اللبنانية أعمال أدبية تعود إلى القرن الثامن عشر الميلادي.
ويعود للتأثيرات الإقليمية والاحتلالات على مر القرون لماذا الشعب اللبناني يتحدث الكثير من اللغات حتى دمجها بطريقته الخاصة. وبالإضافة إلى ذلك ونظرا لأهمية لبنان في الشتات والمصالح التجارية في جميع أنحاء العالم كان دائما مهم للبنانيين إتقان لغات أخرى غير اللغة العربية.
و في المجتمعات المسيحية وحتى الحرب الأهلية اللبنانية كانت تعتبر سمة مميزة لهم بعدم التحدث بالعربية. والسبب في ذلك يمكن ان يكون أن المسيحيين عموماً كانوا يتعلموا في العديد من المؤسسات ألتعليمية الفرنسية ولذلك ظهرت فصول فرانكوفونية في مجتمعاتهم المحلية. ومع ذلك مع كثرة عدد السكان المسلمين في المناطق المسكونة بالمسيحية سابقاً يمكن أن يفهم جميع اللبنانيين العربية[بحاجة لمصدر].

## لغات أخرى
وتجد في لبنان عدة لغات تستعمل بشكل أو أخر منها:

### الفرنسية
والفرنسية هي في المرتبة الثانية من حيث اللغات المنطوقة في لبنان. وسبب انتشارها هي اعتمادها كاللغة الثانية في الدولة اللبنانية ولانتشار المدارس التي تعلم باللغة الفرنسية.

### الإنكليزية
واللغة الإنكليزية منتشرة بكثرة بين اللبنانيين بسبب انتشار المدارس التي تعتمد على ألإنكليزية في دراستها. كما أن للتلفاز والسينما والإنترنت دورا في دعم انتشارها.

### الأرمنية
ويتكلم اللبنانيين من أصل أرمني اللغة الأرمنية وهي منتشرة في ضواحي بيروت ومنطقة البقاع. ولهم جرائد وإذاعات بلغتهم. كما هناك جامعة تلتزم اللغة الأرمنية في تدريس بعض موادها.

### الكردية
كما هناك جالية كردية كبيرة في لبنان التي تتحدث باللغة الكردية.

### اللغات الدينية
وما زالت بعض الطوائف المسيحية تستعمل لغات قديمة في طقوسها مثل السريانية واللاتينية واليونانية لدى الروم الكاثوليك والارثذوكس وهذه اللغات تدرس في المعاهد اللاهوتية.

## وصلات خارجية
- تعلم اللهجة اللبنانية – عبر الفيديو.
- تعلم اللهجات العربية